# Heterelmis tarsalis
Heterelmis tarsalis är en skalbaggsart som beskrevs av Hinton 1940. Heterelmis tarsalis ingår i släktet Heterelmis och familjen bäckbaggar. Inga underarter finns listade i Catalogue of Life.